# 条纹小头蛇
条纹小头蛇（学名：Oligodon hamptoni），也称黄脊小头蛇，一种分布于缅甸北部及中国云南省西部高黎贡山地区爬行动物，隶属于游蛇科小头蛇属。模式产地为缅甸抹谷。